# Etowah (Oklahoma)
Etowah è un comune degli Stati Uniti d'America, situato nello Stato dell'Oklahoma, nella contea di Cleveland.